# Museum Neues Weimar
Le Museum Neues Weimar (de 1919 à 1946 : Thüringisches Landesmuseum ; de 1999 à 2020 : Neues Museum Weimar) est un musée à Weimar de la Klassik Stiftung Weimar consacré à l'art contemporain.
C'est le premier musée sur ce sujet dans la région de l'ex-RDA.

## Histoire
Le bâtiment du musée a été construit comme Großherzogliches Museum (musée grand-ducal) entre 1864 et 1869 par l'architecte praguois Josef Zítek. Comme il s'agissait d'un bâtiment public, le projet de construction fut mis sous l'autorité du directeur du bâtiment grand-ducal Carl Heinrich Ferdinand Streichhan. La direction de la construction incombe à Carl Martin von Stegmann, qui met principalement en œuvre les formes contemporaines de la néo-renaissance.
L'avant-garde, controversée, y est présentée ici dans les années 1920. 

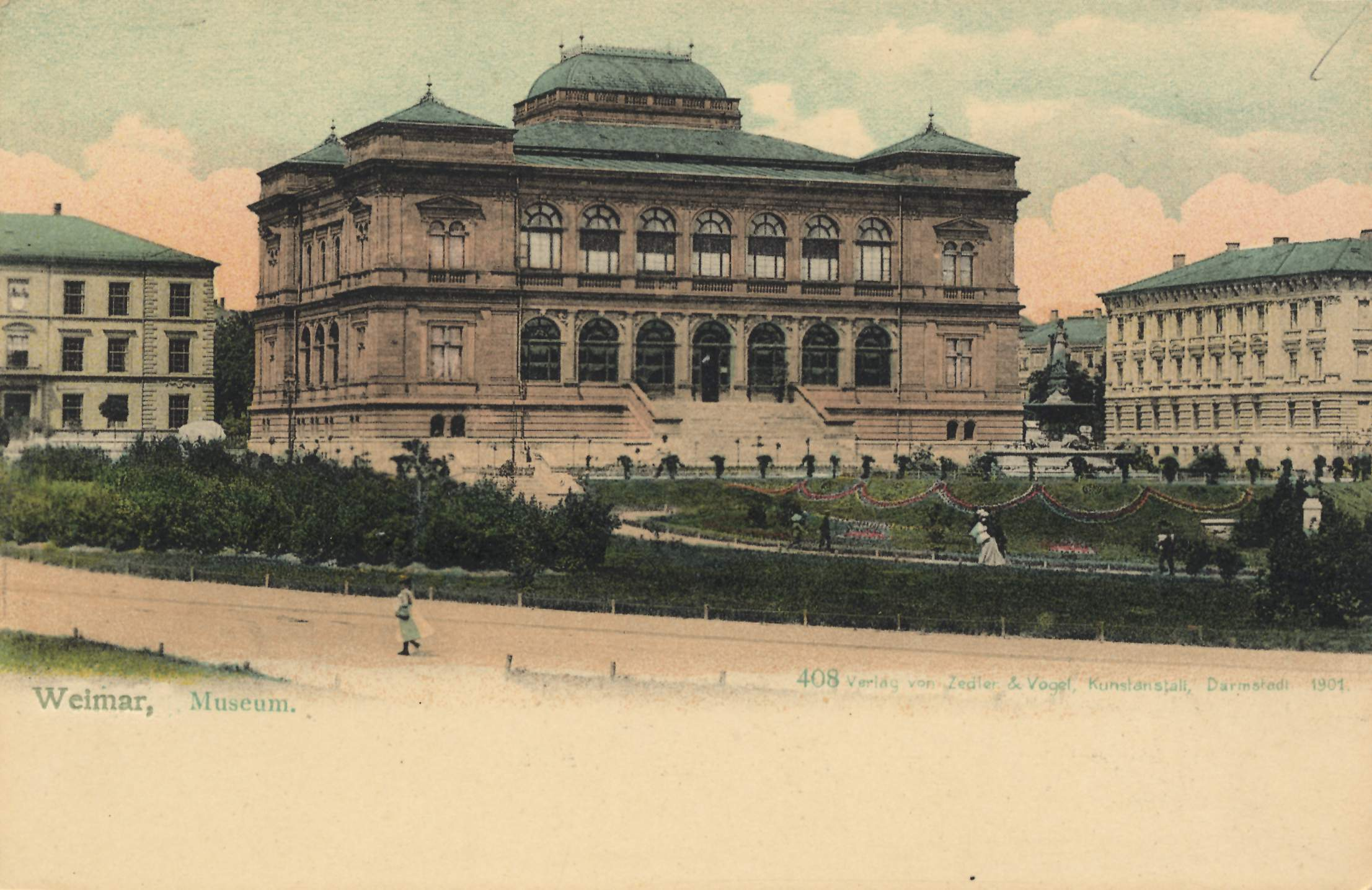
Le musée avec la fontaine Vimaria (vers 1900).

À partir de 1937, l'ensemble est intégré au Gauforum Weimar (de). La fontaine Vimaria (de), créée par Robert Härtel et qui était depuis 1875 sur le parvis du musée, est retirée et maintenant perdue. Lors des raids aériens sur Weimar en mars 1945, des mines aériennes endommagent le toit du bâtiment et le bâtiment tombe en ruines et ne substitent que les murs extérieurs, et il y avait des projets de le démolir,.
Même avant la Révolution pacifique (Die Wende) de 1989/1990, des citoyens engagés de Weimar demandent que le musée soit reconstruit. En 1988, des mesures de sécurité sont prises sur le bâtiment délabré et la reconstruction a lieu entre 1996 et 1998 sur le tissu du bâtiment encore solide.
En 1999, le bâtiment est rouvert sous le nom de "Neues Museum". En dénommant le musée Volker Wahl préconise cependant de lui donner à nouveau le nom de "Landesmuseum".  
Jusqu'en 2017, des expositions temporaires sur divers sujets soent présentées dans le bâtiment. 
L'exposition permanente Van de Velde, Nietzsche et le modernisme vers 1900, qui ouvre ses portes en avril 2019, présente les premiers arts modernes de l'école de peinture de Weimar à Henry Van de Velde. 
Le Musée Neues Weimar fait partie des "Quartiers Weimarer Moderne" depuis 2019. 

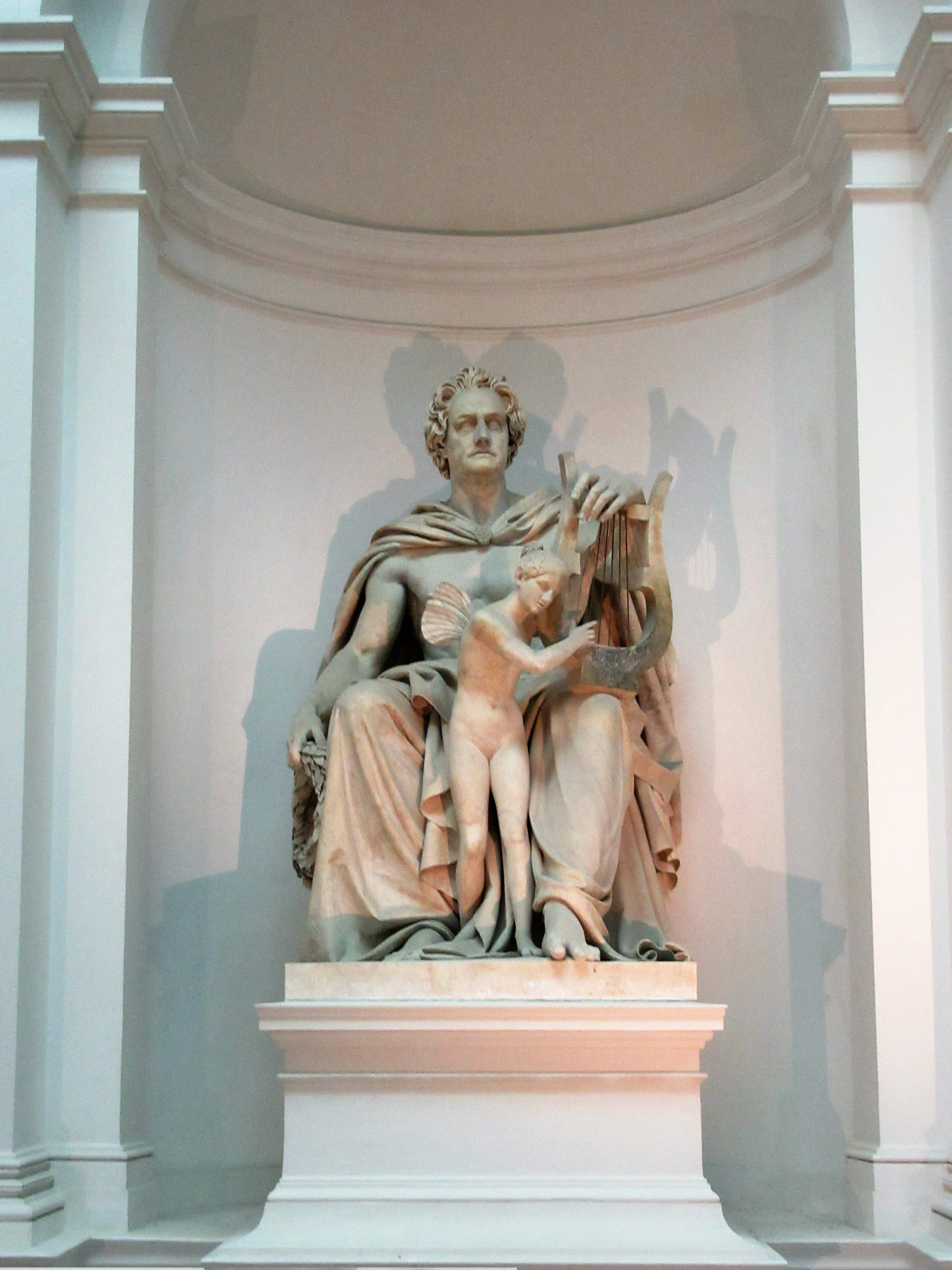
Goethe et Psyché (1851), statue de Carl Steinhäuser.

Les œuvres les plus importantes comprennent les peintures de Friedrich Preller l'Ancien, qui représentent des thèmes d'épopées homériques ainsi qu'un de ses buste. Dans la cage d'escalier, se dresse la sculpture monumentale Goethe et Psyché de Carl Steinhäuser, conçue en 1851 d'après un dessin de Bettina von Arnim. À l'entrée, la sculpture en bronze de 2,5 m de haut, Großer Geist Nr. 4, créée en 2004 par l'artiste de Düsseldorf, Thomas Schütte.

## Expositions

### Expositions permanentes
- Van de Velde, Nietzsche und die Moderne um 1900 (depuis avril 2019)

### Expositions spéciales et temporaires
- „… zum Raum wird hier die Zeit“ – Günther Uecker, Bühnenskulpturen und optische Partituren (8 avril 2001 – 8 juillet 2001)
- Norbert Tadeusz, Italien sichten (17 mai 2003 – 3 août 2003)
- Kunst der Weimarer Republik – Meisterwerke der Nationalgalerie Berlin (22 août 2004 – 24 octobre 2004)
- Der erste Blick, die Sammlung GAG (19 mars 2006 – 16 juillet 2006)
- Die Nacht und ihre Kinder (27 août 2006 – 15 novembre 2006)
- Candida Höfer, Weimarer Räume (18 octobre 2007 – 17 février 2008)
- Vom Labor zum Projekt – Ausstellung, Symposium Fakultät Gestaltung Bauhaus-Universität Weimar (16 octobre 2009 – 29 novembre 2009)
- Franz Ehrlich – Ein Bauhäusler in Widerstand und Konzentrationslager (2 août 2009 – 11 octobre 2009)
- Hinaus in die Natur! Barbizon, die Weimarer Malerschule und der Aufbruch zum Impressionismus (14 mars 2010 – 30 mai 2010)
- Hans-Christian Schink – Fotografien 1980 bis 2010 (8 avril 2011 – 13 juin 2011)
- Arte Povera – aus der Sammlung des Kunstmuseum Liechtenstein (18 août 2012 – 21 septembre 2012)
- Abschied von Ikarus. Bildwelten in der DDR – neu gesehen (19 octobre 2012 – 3 février 2013)
- Henry van de Velde – Leidenschaft, Funktion und Schönheit und sein Beitrag zur europäischen Moderne (24 mars 2013 – 23 juin 2014)
- Walter Sachs – Rückblick auf Gegenwärtiges (28 février 2014 – 21 avril 2014)
- StipVisite – Thüringer Stipendiaten für Bildende Kunst 2013 (21 mars 2014 – 11 mai 2014)
- Claus Bury, meine Sicht (11 mai 2014 – 22 juin 2014)
- Krieg der Geister – Weimar als Symbolort deutscher Kultur vor und nach 1914 (1 septembre 2014 – 9 novembre 2014)
- Was bleibt? – Ein Versuch zur Gegenwart (8 août 2014 – 3 novembre 2014)
- Winckelmann – Moderne Antike (7 avril 2017 – 2 juillet 2017)
- Wege aus dem Bauhaus – Gerhard Marcks und sein Freundeskreis (17 août 2017 – 5 novembre 2017)

## Littérature
Histoire du musée et expositions permanentes
- Catalog des Grossherzoglichen Museums zu Weimar. 3. Auflage. Hof-Buchdruckerei, Weimar 1873 (disponible sur Internet Archive).
- Rolf Bothe: Neues Museum Weimar – Geschichte und Ausblick. Deutscher Kunstverlag, München / Berlin 1997,  (ISBN 3-422-06211-4).
- Hendrik Ziegler: Karlsruhe als Vorbild? Das Großherzogliche Museum in Weimar und seine Ursprünge. In: Gert-Dieter Ulferts, Thomas Föhl (Hrsg.): Von Berlin nach Weimar. Band 2: Von der Kunstkammer zum Neuen Museum. 300 Jahre Sammlungen und Museen in Weimar. Deutscher Kunstverlag, Berlin/München 2003, DNB 968475167, S. 126–143 (archiv.ub.uni-heidelberg.de PDF).
- Thomas Föhl, Wolfgang Holler, Sabine Walter (Hrsg.): Neues Museum Weimar – Van de Velde, Nietzsche und die Moderne um 1900 (= Begleitband zur gleichnamigen Dauerausstellung). Hirmer, München 2019,  (ISBN 978-3-7774-3277-9).

Expositions spéciales et temporaires
- Ulrike Bestgen (Hrsg.): „… zum Raum wird hier die Zeit“ – Günther Uecker, Bühnenskulpturen und optische Partituren. G + H Verlag, Berlin 2001,  (ISBN 3-931768-60-0).
- Thomas Föhl (Hrsg.): Norbert Tadeusz, Italien sichten. Stiftung Weimarer Klassik und Kunstsammlungen, Weimar 2003, DNB 97426475X.
- Moritz Wullen, Maren Eichhorn(Hrsg.): Kunst der Weimarer Republik – Meisterwerke der Nationalgalerie Berlin. DuMont, Köln 2004,  (ISBN 978-3-8321-7499-6).
- Ernst-Gerhard Güse, Ulrike Bestgen (Hrsg.): Der erste Blick, die Sammlung GAG. Klassik-Stiftung Weimar, Weimar 2006,  (ISBN 978-3-7443-0133-6).
- Jörg Völlnagel, Moritz Wullen (Hrsg.): Die Nacht und ihre Kinder. Staatliche Museen zu Berlin u. a., Berlin 2006,  (ISBN 3-88609-538-X).
- Gerda Wendermann, Wulf Kirsten: Candida Höfer, Weimar. Schirmer Mosel, München 2007,  (ISBN 978-3-8296-0327-0).
- Volkhard Knigge, Harry Stein (Hrsg.): Franz Ehrlich – Ein Bauhäusler in Widerstand und Konzentrationslager. Stiftung Gedenkstätten Buchenwald und Mittelbau-Dora, Weimar 2009,  (ISBN 978-3-935598-15-6).
- Gerda Wendermann: Hinaus in die Natur! Barbizon, die Weimarer Malerschule und der Aufbruch zum Impressionismus. Kerber, Bielefeld 2010,  (ISBN 978-3-86678-381-2).
- Siegfried Gronert, Thomas von Taschitzki (Hrsg.): Vom Labor zum Projekt – Ausstellung, Symposium Fakultät Gestaltung Bauhaus-Universität Weimar. Bauhaus-Universitätsverlag, Weimar 2011,  (ISBN 978-3-86068-459-7).
- Ulrike Bestgen u. a. (Hrsg.): Hans-Christian Schink – Fotografien 1980 bis 2010. Hatje Cantz, Ostfildern 2011,  (ISBN 978-3-7757-2826-3).
- Friedemann Malsch (Hrsg.): Arte Povera – aus der Sammlung des Kunstmuseum Liechtenstein Böhlau, Wien/Köln/Weimar 2012,  (ISBN 978-3-412-21000-7).
- Karl-Siegbert Rehberg, Wolfgang Holler, Paul Kaiser (Hrsg.): Abschied von Ikarus. Bildwelten in der DDR – neu gesehen. König, Köln 2012,  (ISBN 978-3-86335-224-0).
- Thomas Föhl, Sabine Walter: Henry van de Velde – Leidenschaft, Funktion und Schönheit und sein Beitrag zur europäischen Moderne. Weimarer Verlagsgesellschaft, Weimar 2013,  (ISBN 978-3-86539-685-3).
- Klassik Stiftung Weimar, Stadt Weimar (Hrsg.): Walter Sachs – Rückblick auf Gegenwärtiges. Klassik Stiftung Weimar, Weimar 2014,  (ISBN 978-3-7443-0182-4).
- Nicole Mende (Hrsg.): Claus Bury, meine Sicht. Wienand, Köln 2014,  (ISBN 978-3-86832-218-7).
- Wolfgang Holler, Gerda Wendermann, Gudrun Püschel: Krieg der Geister – Weimar als Symbolort deutscher Kultur vor und nach 1914. Sandstein, Dresden 2014,  (ISBN 978-3-95498-072-7).
- Michael Merkel: Was bleibt? – Ein Versuch zur Gegenwart. Lucia Verlag, Weimar 2014,  (ISBN 978-3-945301-19-7).
- Elisabeth Décultot, Martin Dönikeu. a. (Hrsg.): Winckelmann – Moderne Antike. Hirmer, München 2017,  (ISBN 978-3-7774-2756-0).
- Anke Blümm, Ulrike Bestgen u. a. (Hrsg.): Wege aus dem Bauhaus – Gerhard Marcks und sein Freundeskreis. Klassik Stiftung Weimar, Weimar 2017,  (ISBN 978-3-7443-0305-7).